# 機鋒
機鋒，禪宗術語，指一種充滿深刻意涵的對話方式，禪宗祖師經常以此作為教學方式，來印證學者的程度，以及導引學生得到頓悟。洪州宗以及其後繼的臨濟宗都以機鋒聞名。將禪宗祖師的機鋒對話記錄起來，就形成公案。

## 範例

### 趙州禪師無字公案
《無門關》：「僧問：狗子還有佛性也無？師云：無。問：上至諸佛，下至螻蟻皆有佛性，狗子為什麼卻無？師云：為伊有業識在。」